# 天満屋広島緑井店
天満屋広島緑井店（てんまやひろしまみどりいてん）とは、かつて広島市安佐南区緑井に所在した、天満屋の店舗である。

## 概要
売り場面積16,425m2、地上4階・地下1階の店舗である。
広島八丁堀店・広島アルパーク店が2020年までに閉店したため、以降は広島市内唯一の天満屋直営の百貨店となっているが、2021年9月3日にフジ・リテイリングが同店舗を2022年7月31日に取得すると発表した。これに伴い、2022年6月末をもって天満屋としての営業を終了し、同時に天満屋ブランドの百貨店が広島市から消滅した。

## 天満屋閉店時のフロア
- R階 - 屋上駐車場
- 4階 - 立体駐車場
- 3階 - 生活雑貨のフロア・フードコート
- 2階 - ファッションのフロア
  - 2階出入り口は歩道橋を通して、コジマ×ビックカメラ緑井店やフジグラン緑井のペデストリアンデッキ（緑井駅方面）に接続している。
- 1階 - 食料品のフロア　インフォメーションセンター
- 地階 - 地下駐車場

## ラクア緑井
閉店翌日、フジは天満屋跡地を新ブランド店舗「ラクア緑井」として8月以降段階的にオープンし、2023年春に全館でグランドオープンを迎える計画を発表した。これにより、フジは隣接するフジグラン緑井を含め、再開発エリアに2ブランドの店舗を構えることになる。閉店時まで営業を続けたテナントの一部は続投し、フジの施設として再開業するまで、ないしは入居していたフロアの改装が完了するまでの期間休業する（一部は改装を待たず仮店舗で営業を再開）。

## アクセス
- JR可部線緑井駅から徒歩3分。
- 山陽自動車道広島インターチェンジから三次・可部(緑井)方面へ流出してすぐ。
- ラクア移行後の駐車場事情に関しては､フジグラン/コジマ間での相互利用が行われているとされている。